# Nowy Browiniec
Nowy Browiniec (niem. Deutsch Probnitz) – wieś w Polsce położona w województwie opolskim, w powiecie prudnickim, w gminie Lubrza. Historycznie leży na Górnym Śląsku, na ziemi prudnickiej. Położona jest na terenie Wysoczyzny Bialskiej, będącej częścią Niziny Śląskiej. Przepływa przez nią Potok Browiniecki.
W latach 1975–1998 miejscowość należała administracyjnie do województwa opolskiego.
Według danych na 31 grudnia 2013 r. wieś była zamieszkana przez 431 osób.

## Geografia

### Położenie
Wieś jest położona w południowo-zachodniej Polsce, w województwie opolskim, około 3 km od granicy z Czechami, na Wysoczyźnie Bialskiej, tuż przy granicy gminy Lubrza z gminą Głogówek, po obu stronach Potoku Browinieckiego. Należy do Euroregionu Pradziad. Leży na wysokości 230 m n.p.m.

### Środowisko naturalne
W Nowym Browińcu panuje klimat umiarkowany ciepły. Średnia temperatura roczna wynosi +8,1 °C. Duże zróżnicowanie dotyczy termicznych pór roku. Średnie roczne opady atmosferyczne w rejonie Nowego Browińca wynoszą 628 mm. Dominują wiatry zachodnie.

## Nazwa
Nazywana też Nowy Browieniec i Browieniec Nowy.
Nazwa Browiniec przypuszczalnie pochodzi od prasłowiańskiego słowa borvъ, które oznacza „bydło”. W gwarze funkcjonuje słowo browek, czyli „wieprz”. W języku czeskim brav znaczy „trzoda chlewna”.
Do 1936 używana była niemiecka nazwa Deutsch Probnitz. Ze względu na jej polskie pochodzenie, w 1936 w miejsce nazwy nazistowska administracja III Rzeszy wprowadziła nową, niemiecką – Kranzdorf.
W Spisie miejscowości województwa śląsko-dąbrowskiego łącznie z obszarem ziem odzyskanych Śląska Opolskiego wydanym w Katowicach w 1946 wieś wymieniona jest pod polską nazwą Browiniec. 15 marca 1947 ustalono urzędową nazwę miejscowości – Nowy Browiniec, określając drugi przypadek jako Nowego Browińca, a przymiotnik – nowobrowiniecki. W opracowanej w 1971 przez Powiatowy Inspektorat Statystyczny w Prudniku Statystycznej charakterystyce miejscowości w gromadach powiatu prudnickiego, miejscowość została wymieniona pod nazwą Nowy Browieniec.
W historycznych dokumentach nazwę miejscowości wzmiankowano w różnych językach oraz formach: Deutsch Probens (1534), Deutsch Provintz (1631), Probnitz, Deutsch- (1845), Browiniec, niem. Deutsch Probnitz (1880), Browiniec (Deutsch Probnitz) – Kranzdorf (1939), Nowy Browiniec – Kranzdorf (Deutsch Probnitz) (1951), Nowy Browiniec, -wego, -ńca (1980).

## Historia

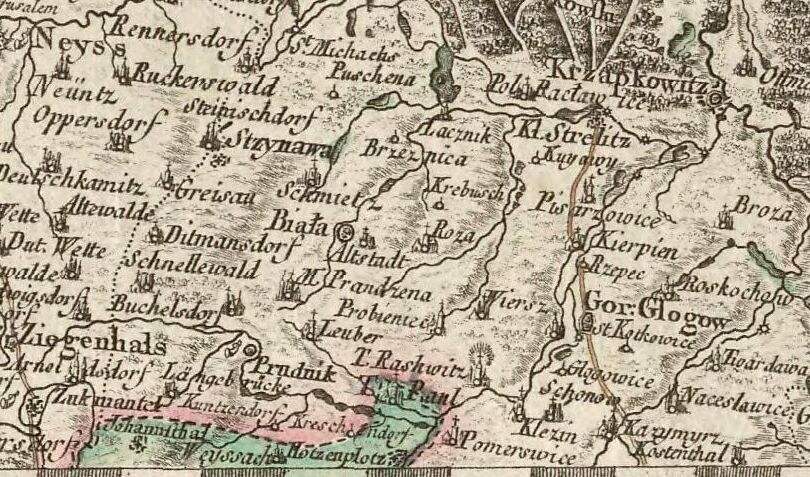
Nowy Browiniec (Probieniec) wśród miejscowości ziemi prudnickiej na polskojęzycznej mapie z 1772

Wieś wzmiankowana była po raz pierwszy w 1379 pod nazwą Profencz, pochodzącą z 1232. Następnie wzmiankowana w 1534 jako Browinitz. Zabudowa pierwotna usytuowana była wzdłuż północnego skraju doliny rzeki Młynówki.
W kronice Racławic Śląskich podano informację, że w czasie rejzy husytów na Śląsk, w marcu 1428 husyci zdewastowali Nowy Browiniec. W czasie wojny trzydziestoletniej, w 1643 szwedzki feldmarszałek Lennart Torstensson rozbił obóz na granicy Nowego Browińca i Laskowic. Do 1742 wieś należała do powiatu sądowego głogóweckiego w Monarchii Habsburgów. Po I wojnie śląskiej znalazła się w granicach Królestwa Prus i weszła w skład powiatu prudnickiego w prowincji Śląsk.

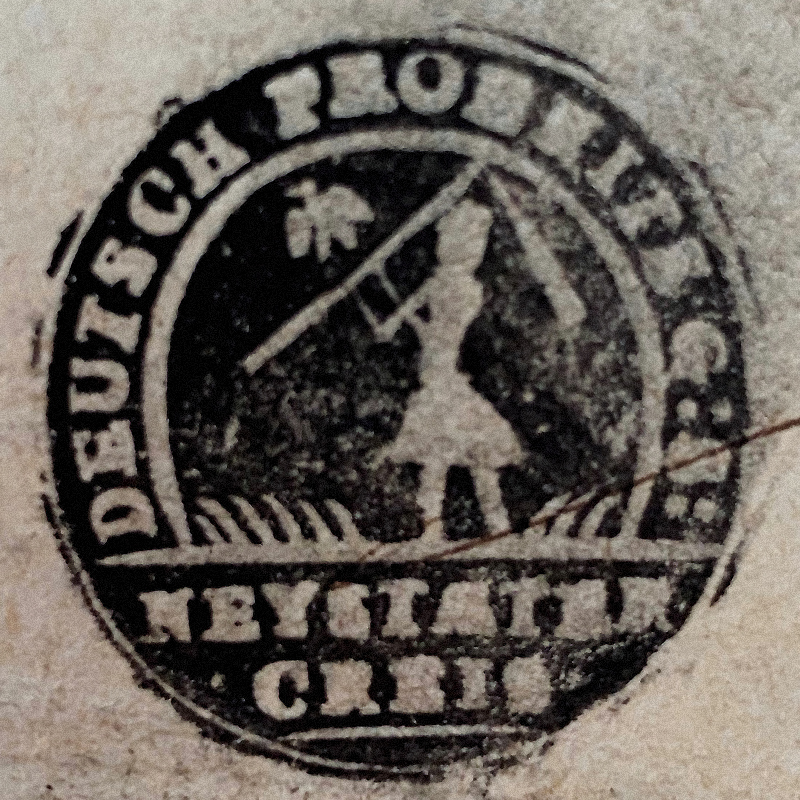
Pieczęć Nowego Browińca (1897)

W latach 1845–1848 wzniesiono obecny kościół Wszystkich Świętych w Nowym Browińcu. Powstała również szkoła. Wieś posiadała swoją własną pieczęć, która przedstawiała w polu chłopa z cepem nad głową, nad nim ptak, a w otoku napis: DEUTSCH PROBNITZ · G: S: / NEYSTAETER CREIS (pol. Gmina Nowy Browiniec / Powiat Prudnicki).

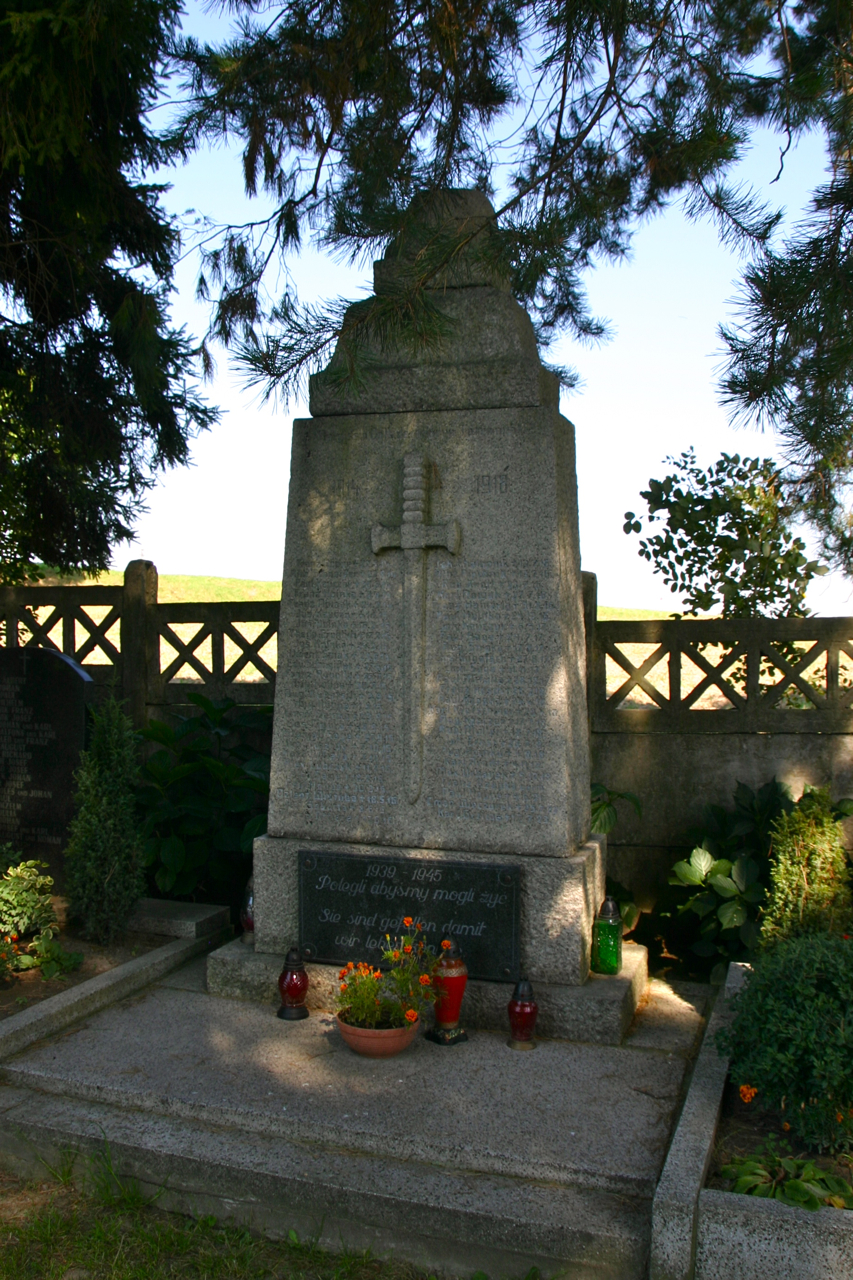
Pomnik upamiętniający mieszkańców wsi, którzy zginęli podczas I i II wojny światowej

Według spisu ludności z 1 grudnia 1910, na 751 mieszkańców Nowego Browińca 89 posługiwało się językiem niemieckim, 648 językiem polskim, a 14 było dwujęzycznych. Po I wojnie światowej we wsi powstał pomnik upamiętniający mieszkańców wsi, którzy zginęli podczas niej. W wyborach parlamentarnych w Republice Weimarskiej w 1919 najwięcej głosów w Nowym Browińcu zdobyli chrześcijańscy demokraci.
W 1921 w zasięgu plebiscytu na Górnym Śląsku znalazła się tylko część powiatu prudnickiego. Nowy Browiniec znalazł się po stronie wschodniej, w obszarze objętym plebiscytem. Do głosowania uprawnionych było w Nowym Browińcu 600 osób, z czego 379, ok. 63,2%, stanowili mieszkańcy (w tym 361, ok. 60,2% całości, mieszkańcy urodzeni w miejscowości). Oddano 593 głosy (ok. 98,8% uprawnionych), w tym 591 (ok. 99,7%) ważne; za Niemcami głosowały 543 osoby (ok. 91,9%), a za Polską 48 osób (ok. 8,1%).
W czasie działań wojennych w marcu 1945 w okolicy Nowego Browińca zginęło 50 niemieckich żołnierzy, którzy następnie zostali pochowani przez miejscową ludność na pobliskim polu. Wśród zabitych znajdował się generał Georg Koßmala, zastrzelony przez radzieckiego snajpera na drodze do Wierzchu. Mieszkańcy Nowego Browińca pochowali Koßmalę na cmentarzu w dole, który był przygotowany na mający się odbyć tego samego dnia pogrzeb. W roku 1947 ówczesne władze nakazały ekshumację pochowanych na polu i przeniesienie ich na cmentarz we wsi. W 2015 przeprowadzono ekshumację masowych grobów. W mogile, w której miał zostać pochowany Koßmala znaleziono jedynie jego czapkę, co wskazuje na to, że jego ciało zostało zaraz po pochówku przeniesione w inne miejsce we wsi.
Po II wojnie światowej, od marca do maja 1945 powiat prudnicki znajdował się pod kontrolą radzieckiej komendantury wojskowej. 11 maja 1945 polska administracja przejęła władzę cywilną w powiecie prudnickim. Mieszkańcom Nowego Browińca, posługującym się dialektem śląskim bądź znającym język polski, pozwolono pozostać we wsi po otrzymaniu polskiego obywatelstwa.
W latach 1945–1950 Nowy Browiniec należał do województwa śląskiego, a od 1950 do województwa opolskiego. W latach 1945–1954 wieś należała do gminy Racławice Śląskie, w latach 1954–1959 do gromady Wierzch, a w latach 1959–1972 do gromady Olszynka.
W 1949 we wsi znajdowały się między innymi: szkoła podstawowa prowadzona przez Inspektorat Szkolny w Prudniku, stolarz. W latach 1957–1972 w Nowym Browińcu działał zespół artystyczny założony przez Stanisława Mroza. W latach 60. XX wieku w Nowym Browińcu funkcjonowała szkoła przysposobienia rolniczego. W latach 70. XX wieku w Nowym Browińcu odnotowano jeden z najbardziej intensywnych ruchów budowlanych w powiecie prudnickim. W 2001 zlikwidowano szkołę podstawową w Nowym Browińcu. W 2002 oddano do użytku nową remizę ochotniczej straży pożarnej z salą z zapleczem kuchenno-sanitarnym. W 2007 Nowy Browiniec przystąpił do Programu Odnowy Wsi Opolskiej.

## Mieszkańcy

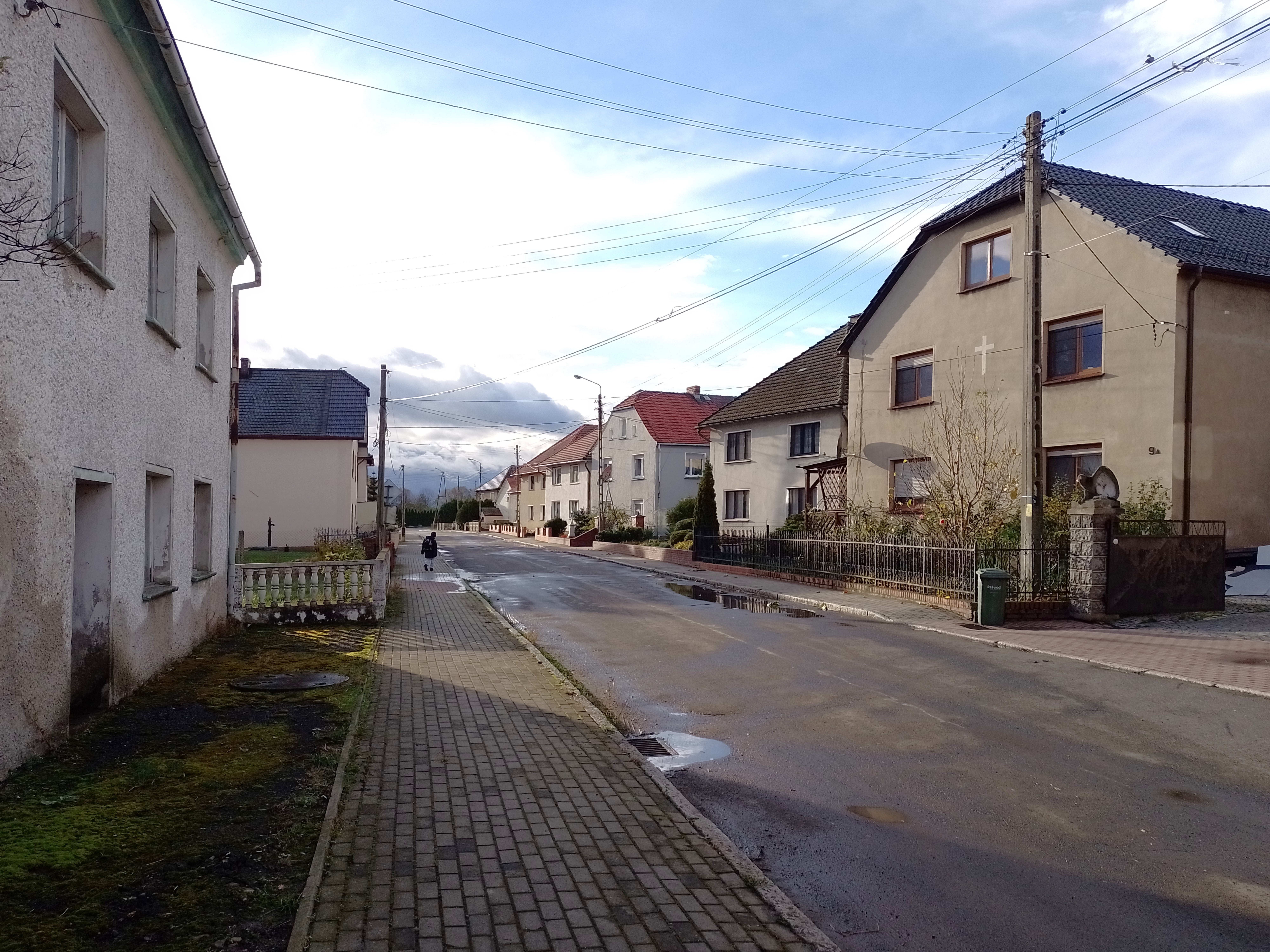
Domy w centrum wsi

Miejscowość zamieszkiwana jest przez mniejszość niemiecką oraz Ślązaków. Mieszkańcy wsi posługują się gwarą prudnicką, będącą odmianą dialektu śląskiego. Należą do podgrupy gwarowej nazywanej Goloki.

### Liczba mieszkańców wsi
- 1871 – 629[39]
- 1885 – 685[40]
- 1905 – 656[41]
- 1910 – 658[42]
- 1933 – 761[43]
- 1939 – 810[43]
- 1966 – 598[44]
- 1989 – 509[45]
- 1998 – 515[46]
- 2002 – 476[46]
- 2008 – 460[45]
- 2009 – 453[46]
- 2011 – 448[46]
- 2012 – 441[5]
- 2013 – 431[5]

## Zabytki

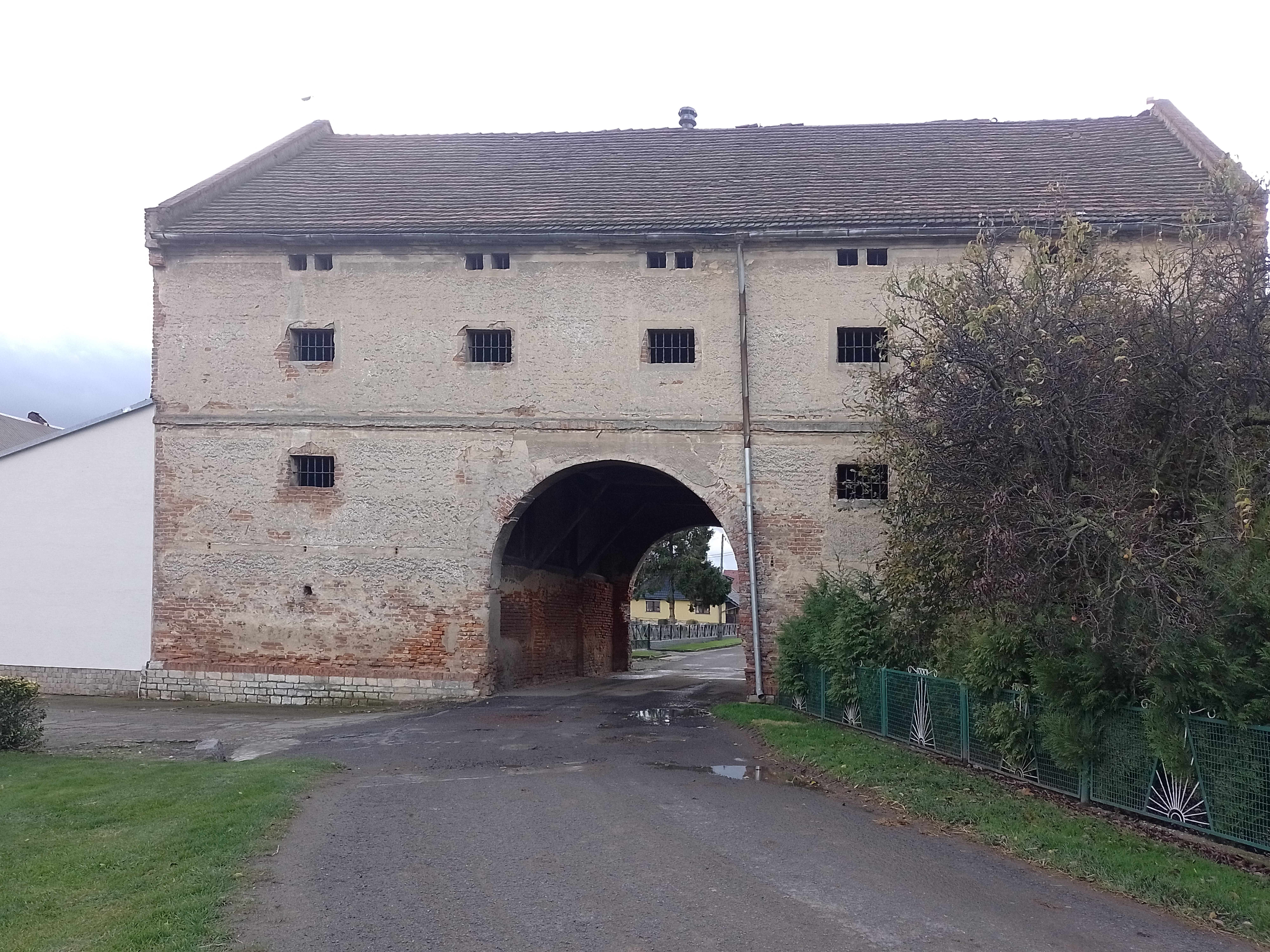
Spichlerz dworski

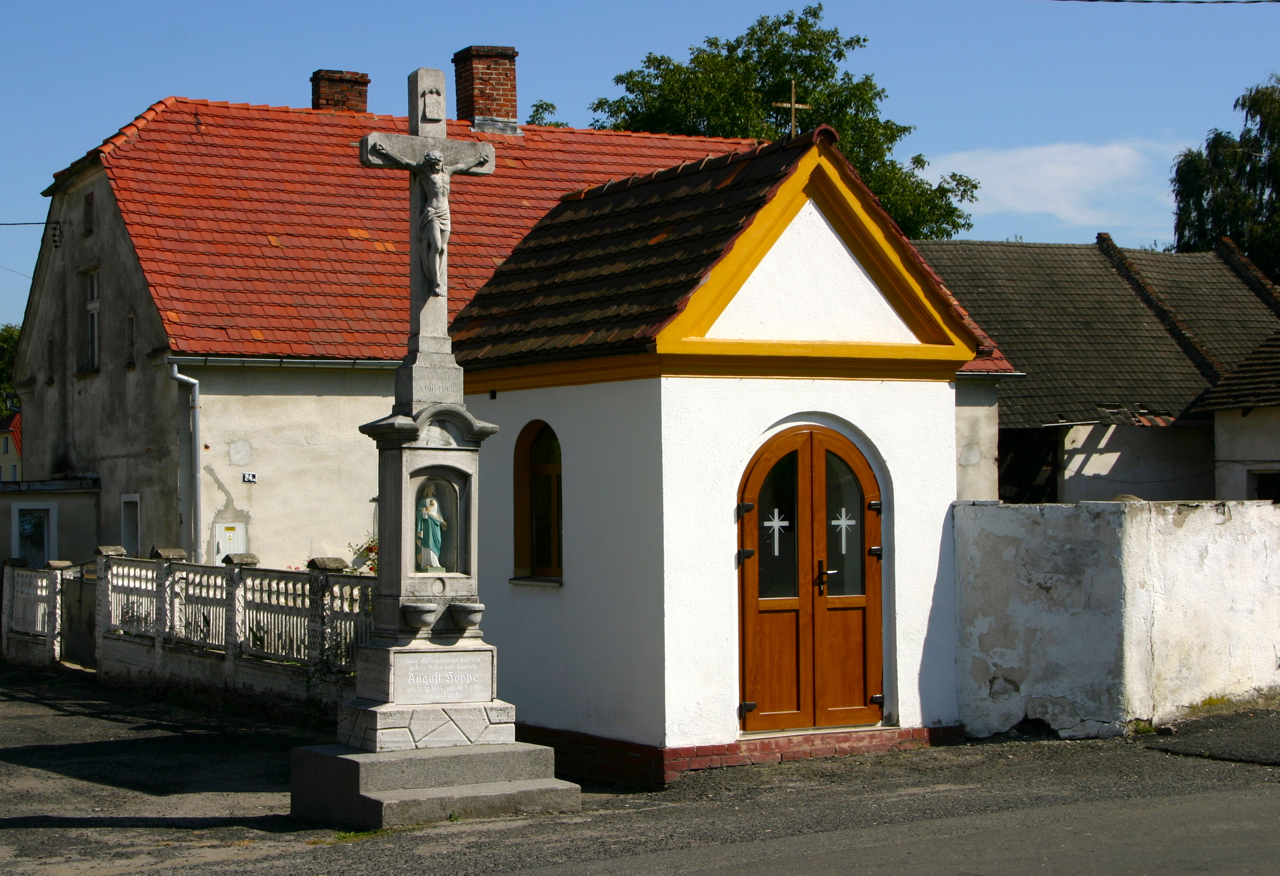
Kaplica przy domu nr 10

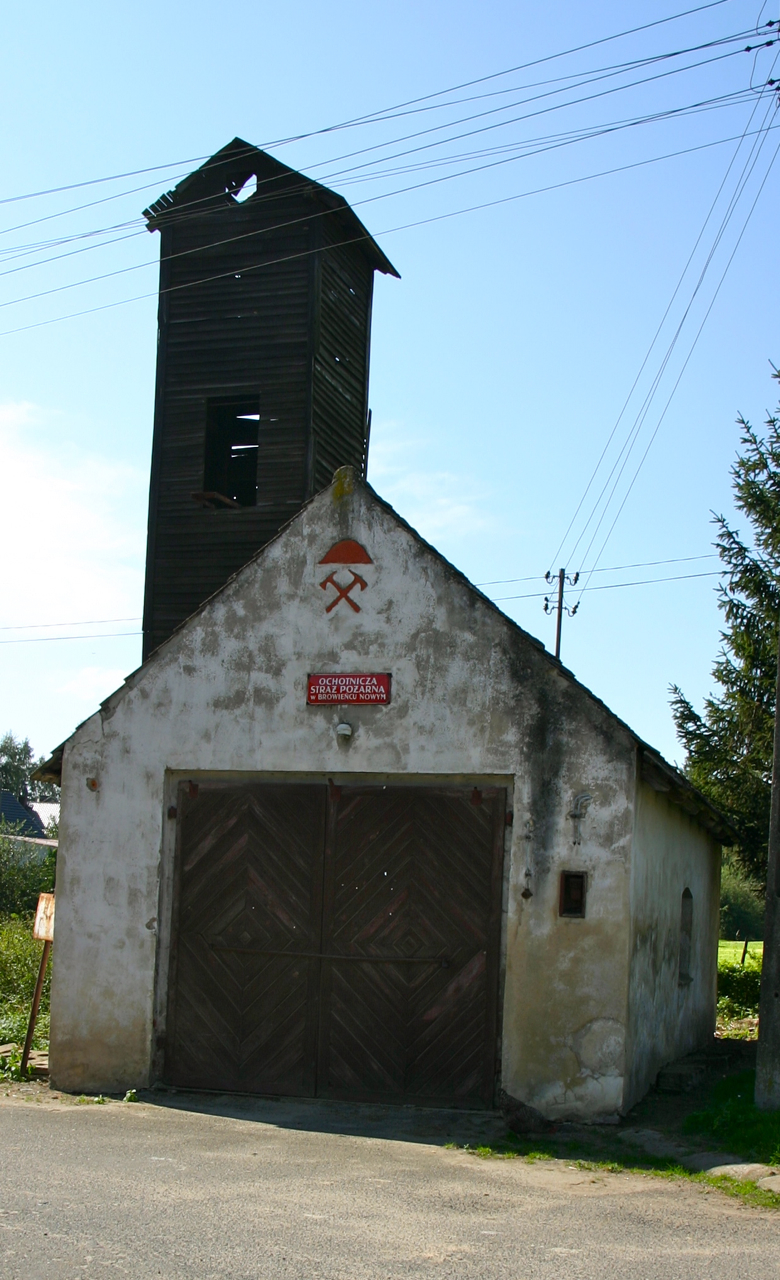
Budynek OSP

Do wojewódzkiego rejestru zabytków wpisane są:
- kościół parafialny pod wezwaniem Wszystkich Świętych, murowany z 1845 r.
- kaplica przydrożna przy domu nr 24a, murowana z połowy XIX w.
- kaplica, przy domu nr 10, XIX w., murowana z około 1840 roku
- spichlerz dworski, folwarczny, murowany z XIX wieku

Zgodnie z gminną ewidencją zabytków w Nowym Browińcu chronione są ponadto:
- układ ruralistyczny, z XIV w.
- budynek mieszkalny nr 24A, z XIX/ XX w.
- kapliczka, nr 24, z ok. poł. XIX w.
- budynek mieszkalno-gospodarczy nr 48, z kon. XIX w.
- budynek mieszkalno-gospodarczy nr 56, z 1 poł. XIX w., 1 ćw. XX w.
- plebania, nr 85, z 1 i 2 poł. XIX w.
- budynek mieszkalny nr 88A, z kon. XIX w.
- cmentarz w zespole kościoła, z ok. poł. XIX w.
- budynek OSP, z ok. poł. XIX w.

## Pomniki i obiekty upamiętniające
- Pomnik poległych w I wojnie światowej – pomnik w Nowym Browińcu powstały w latach 20. XX wieku jako upamiętnienie mieszkańców wsi, którzy polegli w I wojnie światowej[potrzebny przypis].

## Gospodarka
Grunty Nowego Browińca zostały ocenione jako mające wysokie warunki akroekologiczne. Prowadzona jest tu hodowla zwierząt gospodarskich. We wsi znajduje się placówka zajmująca się handlem artykułami spożywczo-przemysłowymi. W 2010 we wsi działały 2 podmioty gospodarcze prowadzące działalność transportową.
Nowy Browiniec wraz z całą gminą Lubrza podlega pod inspektorat ZUS w Prudniku.

## Transport

### Transport drogowy
Przez Nowy Browiniec przebiega droga krajowa
- 40 Głuchołazy – Prudnik – Kędzierzyn-Koźle – Pyskowice

W zarządzie Wydziału Drogownictwa Starostwa Powiatowego w Prudniku znajduje się droga powiatowa nr 1256O relacji Nowy Browiniec – Browiniec Polski – Solec – Biała – Ligota Bialska – Otoki.

### Transport autobusowy

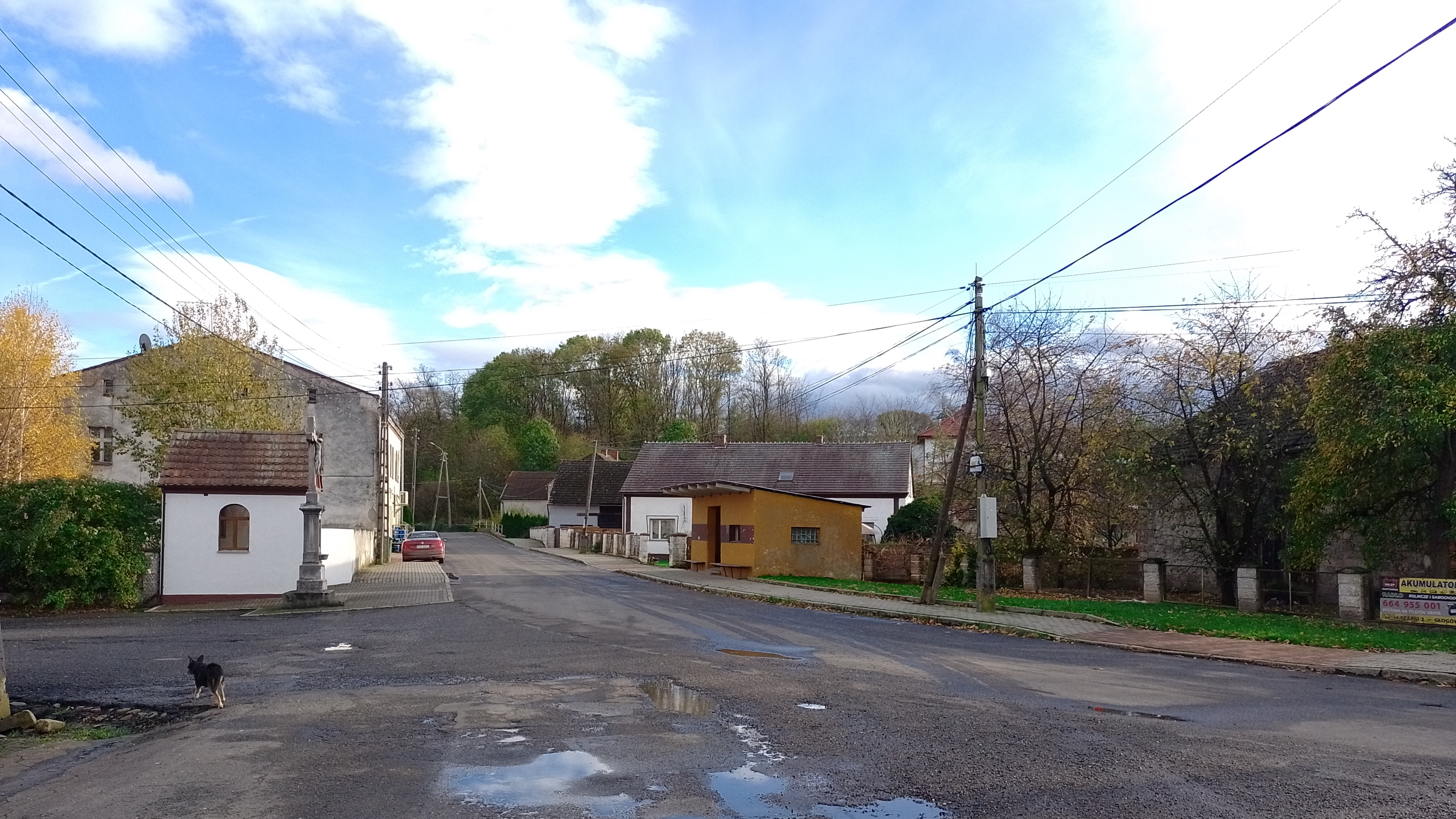
Przystanek autobusowy

Nowy Browiniec posiada połączenia autobusowe z Prudnikiem, Głogówkiem i Lubrzą. We wsi znajdują się trzy przystanki autobusowe – Górka, Nowy Browiniec, Przedszkole.
Transport autobusowy w Nowym Browińcu obsługiwany był przez PKS Prudnik. W 2004 prudnicki PKS został sprywatyzowany z udziałem Connex Polska. W 2008, w wyniku połączenia spółek PKS Connex Prudnik i PKS Connex Kędzierzyn-Koźle, utworzona została spółka Veolia Transport Opolszczyzna, w 2013 przejęta przez Arriva Bus Transport Polska. W 2019 Arriva wycofała się z Prudnika. Wówczas organizacją przewozów pasażerskich w Nowym Browińcu i okolicy zajęły się ościenne PKS-y. W grudniu 2021 powołano Powiatowo-Gminny Związek Transportu „Pogranicze”, mający na celu poprawę jakości transportu.

## Oświata

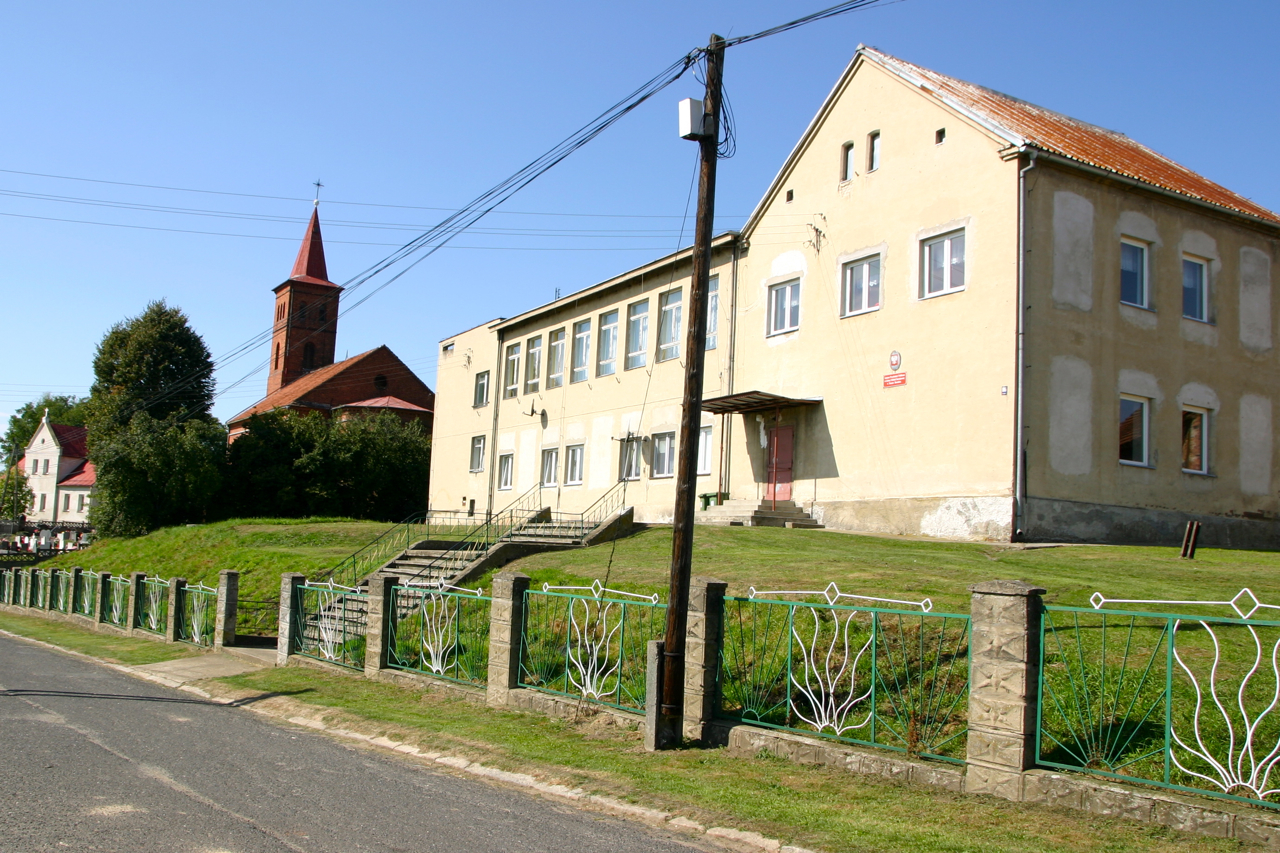
Przedszkole

W Nowym Browińcu funkcjonuje przedszkole, będące oddziałem Gminnego Przedszkola Publicznego w Lubrzy.
Do 2001 we wsi funkcjonowała filialna szkoła podstawowa. Została zlikwidowana w 2001 z powodu małej ilości uczniów i braku pieniędzy w budżecie gminy Lubrza na utrzymywanie szkoły. Mieszkańcy wsi oraz część radnych gminy nie zgadzali się z likwidacją, ponieważ dzieci z Nowego Browińca, posługujące się dialektem śląskim, były w szkole przygotowywane do późniejszego kontaktu z dziećmi mówiącymi w języku polskim.

## Religia

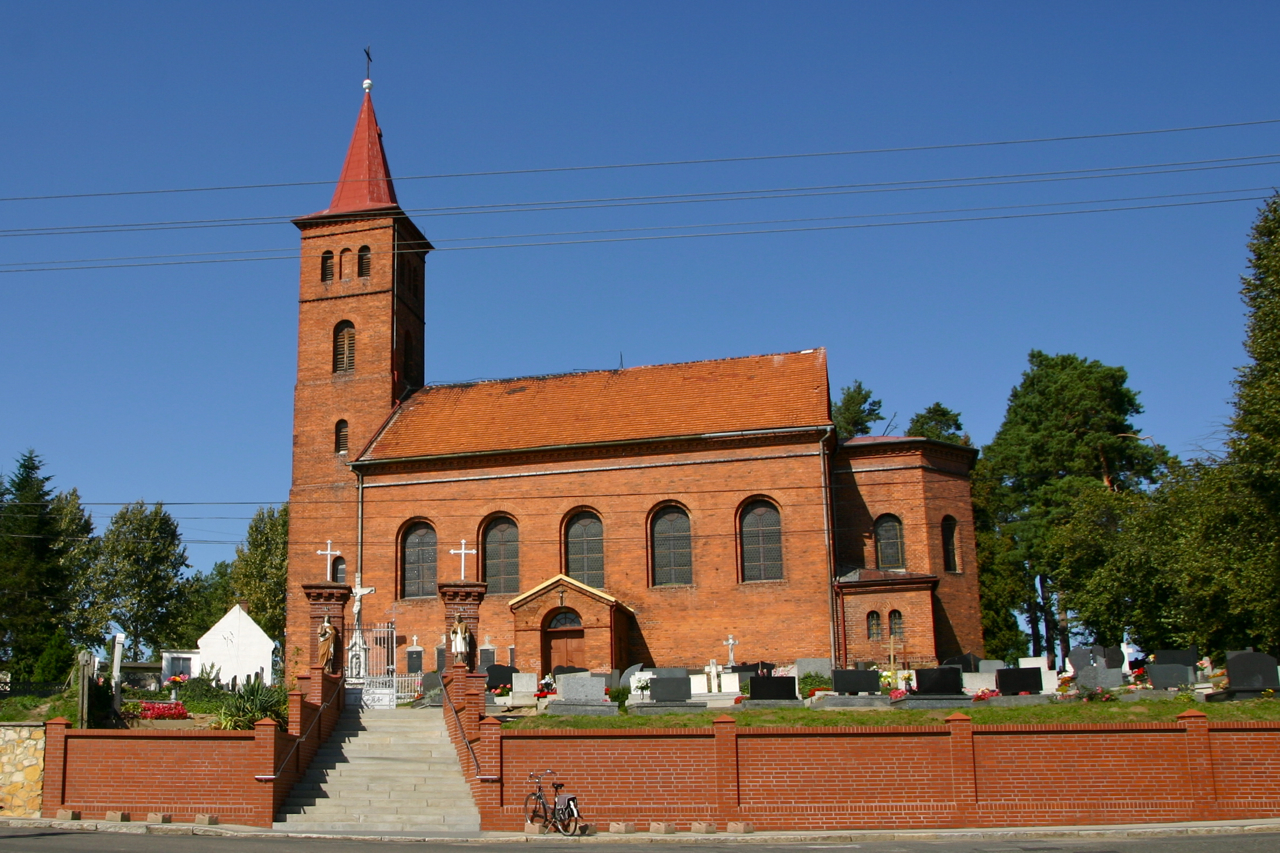
Kościół Wszystkich Świętych

W Nowym Browińcu znajduje się katolicki kościół Wszystkich Świętych, który jest siedzibą parafii Wszystkich Świętych (dekanat Głogówek). Przy kościele znajduje się cmentarz, założony w 1848.

## Polityka
W remizie ochotniczej straży pożarnej w Nowym Browińcu swoją siedzibę ma Obwodowa Komisja Wyborcza, do której należy sołectwo Nowy Browiniec. W referendum w 2003 mieszkańcy Nowego Browińca opowiedzieli się za przystąpieniem Polski do Unii Europejskiej.
W wyborach parlamentarnych do Sejmu w 2005, 2007, 2011, 2015, 2019 i 2023 we wsi wygrała Mniejszość Niemiecka.
W wyborach prezydenckich w 2005 mieszkańcy Nowego Browińca opowiedzieli się za Donaldem Tuskiem, w 2010 i 2015 za Bronisławem Komorowskim, w 2020 za Andrzejem Dudą, a w 2025 za Sławomirem Mentzenem.

## Turystyka
Oddział PTTK „Sudetów Wschodnich” w Prudniku ustanowił turystyczną Odznakę Krajoznawczą Ziemi Prudnickiej, którą zdobywa się poprzez zwiedzenie odpowiedniej liczby obiektów w miejscowościach położonych na ziemi prudnickiej, w tym w Nowym Browińcu.

## Bezpieczeństwo
W zakresie ochrony przeciwpożarowej oraz innych miejscowych zagrożeń w Nowym Browińcu działa jednostka Ochotniczej Straży Pożarnej.
Miejscowość jest pod opieką dzielnicowego rejonu służbowego nr 8 Komendy Powiatowej Policji w Prudniku.
Teren wsi, jak i całej gminy Lubrza, położony jest w strefie nadgranicznej w związku z czym Straż Graniczna dysponuje, na tym obszarze, specjalnymi kompetencjami w zakresie bezpieczeństwa. Gminę Lubrza obejmuje zasięgiem służbowym placówka Straży Granicznej w Opolu ze Śląskiego Oddziału SG.

## Ludzie związani z Nowym Browińcem
- Georg Koßmala (1896–1945) – generał major w Wehrmachcie, zmarły i pochowany w Nowym Browińcu